# リッカルド・ドラティオット
リッカルド・ドラティオット（Riccardo Doratiotto 、1999年6月7日 - ）は、イタリア・カリャリ出身のプロサッカー選手。アクイラ1902モンテヴァルキ所属。ポジションは、フォワード。

## クラブ歴
2019年2月24日、サンプドリア戦でセリエAデビューを果たした。
2019年7月6日、オルビアと2年契約を結んだ。

## 私生活
双子の兄弟のファビオ・ドラティオットは2021年11月現在、セリエDのカルボーニア・カルチョに所属している。